# Pygomeles trivittatus
Pygomeles trivittatus — вид сцинкоподібних ящірок родини сцинкових (Scincidae). Ендемік Мадагаскару.

## Підвиди
Виділяють два підвиди:
- Pygomeles trivittatus trilineatus (Angel, 1942);
- Pygomeles trivittatus trivittatus Boulenger, 1896.

## Поширення і екологія
Pygomeles trivittatus мешкають в прибережних районах на півдні острова Мадагаскар, в регіонах Аціму-Андрефана, Андруа і Анузі. Вони живуть в сухих широколистяних тропічних лісах, трапляються в людських поселеннях. Зустрічаються на висоті до 100 м над рівнем моря. Ведуть риючий спосіб життя, відкладають яйця.